# Miconia uvida
Miconia uvida är en tvåhjärtbladig växtart som beskrevs av John Julius Wurdack. Miconia uvida ingår i släktet Miconia och familjen Melastomataceae. Inga underarter finns listade i Catalogue of Life.